# Ummidia sukuhpaya
Espèce
Ummidia sukuhpaya est une espèce d'araignées mygalomorphes de la famille des Halonoproctidae.

## Distribution
Cette espèce est endémique du département des Islas de la Bahía au Honduras,. Elle se rencontre sur Útila.

## Description
Le mâle holotype mesure 17,6 mm et la femelle paratype 20,4 mm.

## Systématique et taxinomie
Cette espèce a été décrite par Cubas-Rodríguez, Brown et Sherwood en 2024.

## Publication originale
- Cubas-Rodríguez, Brown & Sherwood, 2024 : « A new species of Ummidia Thorell, 1875 from Útila Island, Honduras (Araneae: Halonoproctidae). » Acta Zoologica Lilloana, vol. 68, no 2, p. 411-421 (texte intégral).